# Peter Steen
Peter Steen, född 5 april 1943 i Solna, död 12 maj 2000 i Nacka, var en svensk civilingenjör och miljöforskare.

## Utbildning
Steen skaffade sig sin postgymnasiala utbildning vid Tekniska högskolans avdelning för teknisk fysik. Här fick han också timanställning som övningsassistent vid övningslaboratoriet för fysik.

## Arbetsliv
Steen började arbeta med operationsanalys vid Försvarets forskningsanstalt (FOA) i slutet på 1960-talet. I mitten av 1970-talet övergick han till att driva energifrågor och medverkade i ett flertal delrapporter för framtidsstudien Energi och Samhälle, som slutrapporterades 1978. 1993 skapade han Forskningsgruppen för miljöstrategiska studier, i samarbete mellan FOA, Stockholms universitet, KTH och Stockholm Environment Institute (SEI), och ledde den till sin död 2000. Han var adjungerad professor vid Stockholms universitet.